# Little Witch Academia
Little Witch Academia (リトルウィッチアカデミア?) è un media franchise giapponese nato da un cortometraggio animato prodotto da Trigger nel 2013, in occasione dell'Anime Mirai. L'anime è stato creato e diretto da Yō Yoshinari e scritto da Masahiko Ōtsuka. In seguito Shūeisha ha pubblicato un one-shot e due serie manga composte da un solo volume. Il 9 ottobre 2015 è stato distribuito un secondo film animato intitolato Little Witch Academia: The Enchanted Parade (リトルウィッチアカデミア?). Dall'8 gennaio al 25 giugno 2017 è stata trasmessa in Giappone una serie televisiva anime, i cui primi 13 episodi sono stati distribuiti internazionalmente da Netflix a partire dal 30 giugno 2017. Il resto degli episodi sono usciti a partire dal 15 agosto 2017. Un videogioco per PlayStation 4 e Microsoft Windows, Little Witch Academia: Chamber of Time, è stato pubblicato il 30 novembre 2017 in Giappone e il 15 maggio 2018 nel resto del mondo.

## Trama

### Little Witch Academia
Da quando da piccola Atsuko Kagari (Akko per gli amici) ha assistito ad uno spettacolo di magia della strega Shiny Chariot, ha avuto un unico sogno: diventare una strega per fare felici le persone. Diventata più grande, Akko può finalmente iscriversi alla Luna Nova Magical Academy (ル ー ナ ノ ヴ ァ 魔法 学校?, Runa Nova Mahō Gakko), una scuola per giovani streghe dove da quel momento trascorre le sue giornate assieme alle sue compagne di classe e di stanza, Lotte Yanson e Sucy Manbavaran.
Tuttavia, Akko ha difficoltà a prestare attenzione in classe, non sa come guidare la sua scopa ed è malvista dal resto della classe per la sua apparente incapacità a realizzare qualsiasi magia, anche la più semplice, senza fare disastri.
Un giorno, Akko finisce per sbaglio nella foresta di Arcturus sul tragitto per arrivare a Luna Nova. In questa occasione, Akko ritroverà la Shiny Rod, un bastone magico potentissimo. Da questo momento, Akko si troverà ad affrontare una serie di guai.

### Little Witch Academia: The Enchanted Parade
Akko, Lotte e Sucy, dopo aver combinato una serie di guai durante una lezione, sono costrette per non essere bocciate a collaborare con altre tre studentesse Amanda O'Neill, Constanze Braunschbank Albrechtsberger e Jasminka Antonenko per organizzare la tradizionale parata annuale delle streghe che si svolge nella città vicina alla scuola. Quando però Akko scopre che la parata non è altro che una rievocazione delle persecuzioni subite dalle streghe nei secoli passati, decide di svecchiare l'avvenimento per presentare le streghe in una luce più moderna, lontana dagli stereotipi del passato. Purtroppo però con il suo esuberante entusiasmo, Akko si trova ad ignorare sempre più i pareri e i sentimenti delle altre sue compagne ed amiche, entrando presto in contrasto con loro, che in fondo, conoscendo la sua fama di "combinaguai" non hanno mai avuto fiducia nel suo progetto.

## Personaggi
Atsuko "Akko" Kagari (アッコ・カガリ?)
Doppiata da: Megumi Han (ed. giapponese), Stefania De Peppe (ed. italiana)
Protagonista dell'anime. È una ragazza energica che si iscrive ad una scuola per streghe chiamata Luna Nova, dopo essere stata ispirata da Shiny Chariot. Pur non provenendo da un contesto magico, tenta di usare la magia la maggior parte del tempo. Agisce senza pensare e spesso causa molti guai.
Lotte Yanson (ロッテ・ヤンソン?, Rotte Yanson)
Doppiata da: Fumiko Orikasa (ed. giapponese), Sonia Colombo (ed. italiana)
Amica e compagna di stanza di Akko, nonché timida meganekko. La sua famiglia gestisce un negozio di oggetti magici e Lotte si è iscritta a Luna Nova per poterlo un giorno ereditare.
Sucy Manbavaran (スーシィ・マンババラン?, Sūshi Manbabaran)
Doppiata da: Michiyo Murase (ed. giapponese), Giuliana Atepi (ed. italiana)
Altra amica e compagna di stanza di Akko, è specializzata in pozioni. Le piace utilizzare i funghi velenosi nei suoi incantesimi ed intrugli. Ama sperimentare varie pozioni su Akko, talvolta sembra inquietante, ma è molto sagace e tiene molto alle sue compagne di stanza. È molto golosa di funghi.
Diana Cavendish (ダイアナ・キャベンディッシュ?, Daiana Kyabendisshu)
Doppiata da: Yōko Hikasa (ed. giapponese), Alice Bertocchi (ed. italiana)
La miglior studentessa di Luna Nova. Viene da una famiglia molto prestigiosa e all'inizio non sopporta Akko, rimproverandola spesso a causa del suo agire senza pensare e dei suoi voti pessimi. In realtà è una persona molto gentile, e in seguito diventa la migliore amica di Akko.
Professoressa Ursula Callistis (アーシュラ・カリスティス?, Āshura Karisutisu) / Shiny Chariot (シャイニィシャリオ?, Shainī Shario)
Doppiata da: Noriko Hidaka (ed. giapponese), Renata Bertolas (ed. italiana)
Istruttrice a Luna Nova. Ha i capelli grigio-azzurro e porta gli occhiali. Viene in seguito rivelato la sua vera identità: Shiny Chariot, strega appariscente e popolare che ha ispirato Akko nel diventare una strega.
Hannah England (ハンナ?, Hanna) e Barbara Parker (バーバラ?, Bābara)
Doppiate da: Eri Nakao e Chinatsu Akasaki (ed. giapponese), Giulia Bersani e Laura Cherubelli (ed. italiana)
Compagne di classe di Diana, che collaborano con lei durante il compito di ricerca nel dungeon.
Amanda O'Neill (アマンダ・オニール?, Amanda Onīru)
Doppiata da: Arisa Shida (ed. giapponese), Albachiara Porcelli - Gea Riva (ed. italiana)
Strega studentessa di Luna Nova che appare nel secondo film. È molto brava a ballare e fare acrobazie sulla sua scopa. Ha un carattere molto ribelle e una propensione a infrangere le regole che le hanno causato non pochi problemi.
Constanze Braunschbank Albrechtsberger (コンスタンツェ・ブラウンシュバンク・アルブレヒツベルガー?, Konsutantse Buraunshubanku Aruburehitsuberugā)
Doppiata da: Rie Murakawa (ed. giapponese), Ilaria Silvestri (ed. italiana)
Strega studentessa di Luna Nova e compagna di stanza di Amanda che appare nel secondo film. Sa combinare magia e tecnologia creando robot e pistole laser.
Jasminka Antonenko (ヤスミンカ・アントネンコ?, Yasuminka Antonenko)
Doppiata da: Reina Ueda (ed. giapponese), Francesca Tretto (ed. italiana)
Strega studentessa di Luna Nova e compagna di stanza di Amanda che appare nel secondo film, ha sempre qualcosa da mangiare in mano.

## Episodi
| Nº                            | Titolo italiano Giapponese 「Kanji」 - Rōmaji                                                                                                | In onda          | In onda         |
| Nº                            | Titolo italiano Giapponese 「Kanji」 - Rōmaji                                                                                                | Giapponese       | Italiano        |
| Film anime (2 episodi)        | |                  |                 |
| 1                             | Little Witch Academia 「リトルウィッチアカデミア」 - Ritoru Witchi Akademia                                                                  | 2 marzo 2013     | 20 gennaio 2016 |
| 2                             | Little Witch Academia: The Enchanted Parade 「リトルウィッチアカデミア 魔法仕掛けのパレード」 - Ritoru Witchi Akademia: Mahōjikake no Parēdo | 9 ottobre 2015   | 20 gennaio 2016 |
| Serie televisiva (25 episodi) | |                  |                 |
| 1                             | Un nuovo inizio 「新たなはじまり」 - Arata na Hajimari                                                                                       | 9 gennaio 2017   | 30 giugno 2017  |
| 2                             | Papiliodia 「パピリオディア」 - Papiriodia                                                                                                   | 16 gennaio 2017  | 30 giugno 2017  |
| 3                             | Non fermarmi ora 「Don't Stop Me Now」 - Don't Stop Me Now                                                                                   | 23 gennaio 2017  | 30 giugno 2017  |
| 4                             | Night Fall 「ナイトフォール」 - Naito Fōru                                                                                                   | 30 gennaio 2017  | 30 giugno 2017  |
| 5                             | Il patto del drago 「ルーナノヴァと白い龍」 - Rūna Nova to Shiroi Ryū                                                                        | 6 febbraio 2017  | 30 giugno 2017  |
| 6                             | La fontana 「ポラリスの泉」 - Porarisu no Izumi                                                                                              | 13 febbraio 2017 | 30 giugno 2017  |
| 7                             | Avventura oceanica 「オレンジサブマリナー」 - Orenji Sabumarinā                                                                              | 20 febbraio 2017 | 30 giugno 2017  |
| 8                             | Nel mondo di Sucy 「眠れる夢のスーシィ」 - Nemureru Yume no Sūshi                                                                            | 27 febbraio 2017 | 30 giugno 2017  |
| 9                             | Diario di viaggio di uno scheletro 「ブライトンベリーアンデッド紀行」 - Buraitonberī Andeddo Kikō                                            | 6 marzo 2017     | 30 giugno 2017  |
| 10                            | La festa di Andrew 「蜂騒ぎ」 - Hachi Sawagi                                                                                                 | 12 marzo 2017    | 30 giugno 2017  |
| 11                            | Luna blu 「ブルームーン」 - Burū Mūn | 19 marzo 2017    | 30 giugno 2017  |
| 12                            | L'ambizione di Akko 「What You Will」 - What Yō Will                                                                                         | 26 marzo 2017    | 30 giugno 2017  |
| 13                            | Il festival di magia 「サムハインの魔法」 - Samuhain no Mahō                                                                                 | 2 aprile 2017    | 30 giugno 2017  |
| 14                            | Magia moderna 「ニューエイジマジック」 - Nyū Eiji Majikku                                                                                    | 9 aprile 2017    | 15 agosto 2017  |
| 15                            | Chariot du Nord 「チャリオット・オブ・ファイア」 - Chariotto obu Faia                                                                        | 16 aprile 2017   | 15 agosto 2017  |
| 16                            | Le disavventure di Pohjola 「ポホヨラの試練」 - Pohoyora no Shiren                                                                           | 23 aprile 2017   | 15 agosto 2017  |
| 17                            | Amanda O'Neill e il sacro Graal 「アマンダ・オニール・アンド・ホーリー・グレイル」 - Amanda Onīru ando Hōrī Gureiru                          | 30 aprile 2017   | 15 agosto 2017  |
| 18                            | Decollo! 「空中大戦争スタンシップ」 - Kūchū Daisensō Sutanshippu                                                                             | 7 maggio 2017    | 15 agosto 2017  |
| 19                            | Cavendish 「キャベンディッシュ」 - Kyabendisshu                                                                                              | 14 maggio 2017   | 15 agosto 2017  |
| 20                            | Intelletto e sentimento 「知性と感性」 - Chisei to Kansei                                                                                    | 21 maggio 2017   | 15 agosto 2017  |
| 21                            | Disciplina 「ワガンディア」 - Wagandia | 28 maggio 2017   | 15 agosto 2017  |
| 22                            | Rivelazioni 「シャリオとクロワ」 - Shario to Kurowa                                                                                          | 4 giugno 2017    | 15 agosto 2017  |
| 23                            | Yesterday 「Yesterday」 - Yesterday | 11 giugno 2017   | 15 agosto 2017  |
| 24                            | La strada per Arcturus 「アルクトゥルスへの道」 - Arukuturusu e no Michi                                                                     | 18 giugno 2017   | 15 agosto 2017  |
| 25                            | Cambiare il mondo 「言の葉の樹」 - Koto no Ha no Ki                                                                                          | 25 giugno 2017   | 15 agosto 2017  |